# Сэрвы

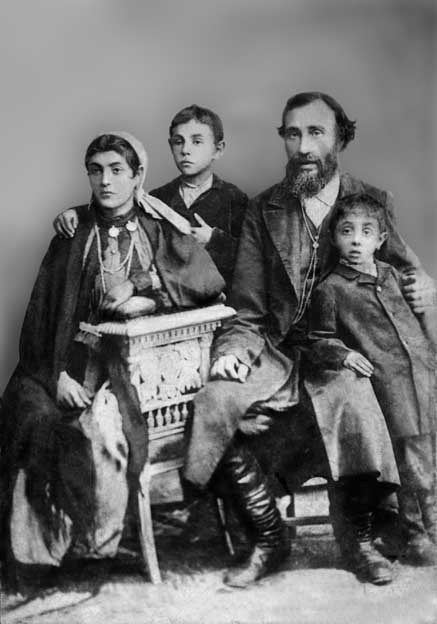
Сэрвицкая семья Гусаковых, конец XIX века

Сэ́рвы — цыганская этногруппа, входящая в группу цыган-рома. Сформировалась на Украине из иммигрировавших в начале XVII века в страну румынских, или/и сербских цыганских групп. Помимо Украины, распространены в европейской части России. Обрядность частично заимствована у славянского населения. Значительная часть сэрвов не использует в быту цыганский язык.
В исследовании Януша Панченко выделены шесть территориальных  подразделения сэрвов, имеющих некоторые различия в языке и культуре: тавричаны, заднипряни, полтавци, воронежские, поволжские сэрвы и кылмыши.  Данное исследование также отмечает так называемых городских сэрвов, предки которых вели оседлый образ жизни как минимум с конца XIX века. В настоящее время они более адаптированы к культуре окружающего этноса по сравнению с другими цыганскими группами.
Язык сэрвов исследователи причисляют к протовлашской или центральной диалектной группе.
Сэрвы традиционно занимались торговлей лошадьми, кузнечеством и обувным делом. Одно время молодые сэрвы служили в казацких войсках. Заметно отличились в музыкальной и театральной области, в рамках музыкальной культуры русских цыган, и становлению цыганского театра в России.